# 武士稜
武士稜（?—?），又作武士稷，唐朝并州文水县（今山西省文水县）人，武华的长子，武则天的大伯父。
武士稜性情恭顺，勤于耕作。跟随唐高祖李渊起义，官至司农少卿，封宣城县公。常在苑中，管理宫苑的耕种之事。貞觀年间，赠潭州（今湖南省长沙市）都督，陪葬獻陵。其子南平郡王武君雅。武君雅三子武敬真，太子洗馬；武敬宗；武希玄，宣城郡王。